# AIS (ユニット)
AIS（アイス）は、テレビ番組『ASAYAN』（テレビ東京系）のコムロギャルソンで結成された、「デビュー予備軍」ユニット。Say a Little PrayerなどがCDデビューした。

## メンバー
- 片桐華子
  - Say a Little PrayerとしてCDデビュー。
- 瀬津友美
- 石井ゆき
  - ソロCDデビュー。
- 田口理恵
  - Say a Little PrayerとしてCDデビュー。
- 福井麻利子
  - ソロCDデビュー。
- 岡田幸絵
  - 2000年8月20日に洞爺湖温泉の『ミスLAKEクイーンコンテスト』で準ミスに選ばれ、1年間洞爺湖温泉のPR活動をおこなった。
- 大櫛江里加
  - Say a Little PrayerとしてCDデビュー。
  - 現・大櫛エリカ。
- 大泉めぐみ
  - FBIとしてCDデビュー。
  - 現・shela。
- 小林優美
  - ABYSSとしてソロCDデビュー。
  - 現在は本名で活動。（ファッションモデルの小林優美は別人）
- 佐々木祐子
  - 佐々木ゆう子としてソロCDデビュー。